# 日立市立宮田小学校
日立市立宮田小学校（ひたちしりつみやたしょうがっこう）は、茨城県日立市本宮町にある公立小学校。

## 概要
将来的に、仲町小学校及び中小路小学校との統合予定がある。

## 沿革

### 年表
- 1873年6月27日 - 該博舎が開設[6][7]。
- 1889年 - 町村制実施。日立村となり日立尋常小学校に改称[6]。
- 1894年 - 高等科を併置[6]。
- 1923年 - 日立第一尋常小学校に改称[6]。
- 1939年 - 現在地に移転[6]。
- 1940年 - 校歌制定[6]。
- 1941年 - 宮田国民学校に改称[6]。
- 1946年 - 昭和天皇が行幸（昭和天皇の戦後巡幸）[8]。
- 1947年 - 宮田中学校が併設される（1948年に分離）[6]。
- 1951年 - 校旗制定[6]。
- 1956年
  - 校章制定[6]。
  - 第4回全国PTA大会において文部大臣表彰受賞[6]。
- 1959年 - 学校給食優秀につき、文部大臣表彰受賞[6]。
- 1960年 - 校旗制定[6]。
- 1972年 - 滑川教場を竣工[6]。
- 1973年 - 滑川教場を滑川小学校として分離[6][9]。

- 2001年 - 文部科学省「次世代ITを活用した未来型教育開発事業」研究指定校に指定[6]。
- 2005年 - 文部科学省「学校保健統計調査校」に指定[6]。
- 2013 - 2015年度 - 学校給食研究推進校に指定[10]
- 2018 - 2019年度 - 授業ブラッシュアップ研修重点校（国語）に指定[11][12][13]。
- 2022年4月1日 - 放課後子ども教室を開設する[14]。
- 2024年度 - 初任者研修講座（特別支援学校）における協力校に指定[15]。

## 通学区域
（出典：）
- 日立市神峰町
  - 3丁目3から6番8号
  - 4丁目
- 日立市滑川町
  - 旧地番（旧国道、所沢川以西）
  - 1丁目2から11番、13・14番
  - 2丁目5から10番
  - 3丁目1から4番33号、5番20号以降
- 日立市東町
  - 1丁目11・12・15・16・23・24番
  - 2丁目
  - 3丁目1から7番、13番10から21号
  - 4丁目
- 日立市東滑川町
  - 1丁目
  - 2丁目1から5番、9から20番
- 日立市宮田町
  - 3丁目1番、4から5番2号・13号以降、10番1・2号・10号以降、11番7号以降、13番8号以降
  - 5丁目1・2番
- 日立市本宮町（4丁目30番以外）
- 日立市若葉町3丁目1から11番、15番

## 学区内の主な施設
- 宮田交流センター[18]
- 日立市かみね公園・日立市かみね動物園
- 神峰神社
- 日立警察署

## 交通
（出典：）
- JR常磐線 日立駅から茨城交通路線バス神峰営業所行きに乗車し、「かみね公園口下車」徒歩約7分